# 하라 아유미
하라 아유미(일본어: 原 歩, 1979년 2월 21일 ~ )는 일본의 은퇴한 여자 축구 선수이다.

## 국가대표팀 경력
그녀는 1998년 5월 17일 미국과의 경기에서 일본 국가대표팀에 데뷔했다. 1999년과 2007년 FIFA 여자 월드컵, 2008년 하계 올림픽에도 출전, 2008년 올림픽 4강에 기여. 그녀는 2008년까지 국제 A매치 42경기에 출전하여 2득점을 넣었다.

## 통계
| 일본 | 일본 | 일본 |
| 연도 | 출전 | 득점 |
| ---- | ---- | ---- |
| 1998 | 3    | 0    |
| 1999 | 12   | 1    |
| 2000 | 6    | 0    |
| 2001 | 4    | 0    |
| 2002 | 2    | 0    |
| 2003 | 0    | 0    |
| 2004 | 1    | 0    |
| 2005 | 1    | 0    |
| 2006 | 0    | 0    |
| 2007 | 5    | 0    |
| 2008 | 8    | 1    |
| 통산 | 42   | 2    |